# 高千穂酒造
高千穂酒造株式会社（たかちほしゅぞう）とは、宮崎県西臼杵郡高千穂町に本社をおく焼酎メーカー。

## 代表銘柄
- 黒麹高千穂
- 黒麹高千穂　黒ラベル
- 高千穂　降臨の雫

## 歴史
- 1902年（明治35年） 創業

## 会社データ
- 本社：宮崎県西臼杵郡高千穂町大字押方925